# 複雑な彼
『複雑な彼』（ふくざつなかれ）は、三島由紀夫の長編小説。国際線のスチュワード（男性フライトアテンダント）に恋するお嬢さんと、複雑な「彼」の遍歴をめぐる物語。三島の純文学作品とは趣の異なる娯楽的作風の恋愛小説である。
27歳の主人公〈宮城譲二〉のモデルは、暴力団員時代に前科がある、日本航空の元男性客室乗務員で、その後作家となった安部譲二（本名・安部直也）である。「安部譲二」というペンネームは、この主人公の名前に由来する。
1966年（昭和41年）、週刊誌『女性セブン』1月1日号から7月20日号に連載され、同年8月30日に集英社より単行本刊行された。書籍出版に先立つ同年6月22日には、田宮二郎主演で映画も封切られた。

## 作品成立・モデル
三島由紀夫は『複雑な彼』の執筆のきっかけと動機について、以下のように語っている。
この〈ある友人〉というのが安部譲二のことで、安部は後年に、「『複雑な彼』は、私の二十七歳までの半生記で、背中に彫物が……等の細部を除けば、なんとも私が生きて来た事実そのままです」とし、三島との出会いについては、「思えば、三島由紀夫先生と私は永い御縁でした。あれは昭和二十八年頃のこと、私が初めて用心棒を組から命じられたゲイバーで、私は先生とお近づきになったのです」と語っている。
なお、三島は〈複雑な彼〉という意味について、〈ある意味で実に単純に男性的な人間を、女性の側から見た表現といへるでせう。われわれは、自分と反対の性を、ともすると神秘的に見すぎるのです〉と説明しながら、この主人公についてと、田宮二郎が映画でその役をやることになった経緯について以下のように述べている。

## あらすじ
父の仕事の秘書としてアメリカへ同行するようになった森田冴子は、サンフランシスコ行きのNAL機に乗っていた。機内には酒のサービスを優雅にこなす惚れ惚れするような精悍な背中のスチュワードがいた。彼は英国流の英語とフランス語も流暢にこなし、気持のいい笑顔の男性だった。彼は浅黒い童顔で鼻がこころもち曲がっているのが残念だったが、冴子に強い印象を残してホノルルで降りていった。
サンフランシスコに着いた冴子は、元・スチュワーデスの友人・ルリ子にさりげなく、そのスチュワードのことを話題にしてみた。ルリ子はすぐに誰か分かり、彼が昔、井戸堀の仕事をしていて、仇名が「井戸堀君」ということを話した。「あいつ、いい加減な男よ」と言うルリ子だった。
ニューヨークで冴子の護衛に付いたハワイ出身の2世の社員からも、ロンドンでバーテン修業をしていたという彼の噂を冴子は耳にした。彼は宮城という名前だった。冴子は帰りの飛行機も往路と同じにしたが、宮城は搭乗して来なかった。しかし、しょんぼりしている冴子に話しかけてきた年配のパーサーから、彼の噂を聞きだすことができた。
宮城は銀行員の息子で横浜生まれだが、19歳の頃に名古屋で沖仲仕の小頭をしていたらしく、少年の頃には、新聞社で英国特派員をしている冴子の伯父・須賀に世話になったことがあるという話も知った。日本に帰った冴子は伯父・須賀のいる新聞社を訪ねた。須賀は昔、宮城の父親から、ロンドンの学校を追い出された息子の身柄をあずかってくれと頼まれ、16歳の譲二を新聞社のカメラマン助手として使っていたのだった。
図体の大きい譲二は、当時イギリス王室の戴冠式のため訪英した皇太子明仁親王の写真を外人達の垣から上手く撮影し重宝がられた。ある時、譲二はカメラマンに命じられ忠犬のように産業スパイの仕事をやらされたが、そのことが公になったとき、全ての罪を自分だけになすりつけられた。裏切られ傷ついた彼はイギリスから失踪してしまったのだという。
新聞社でNALの社員名簿を調べ、宮城譲二と連絡がとれた須賀は、彼をさっそく食事に誘い、冴子も同伴した。宮城は機内にいた冴子のことよく覚えていた。食事中、冴子は宮城にいじわるな質問したりした。食事の後のナイトクラブで譲二は、そんな冴子に自分が保釈中の身であることをこっそり打ち明けて驚かしてやった。
2人が踊っていたその時、突然アンという女が冴子に嫉妬して平手打ちをした。冴子は須賀とすぐに立ち去った。アンは、譲二が15歳でロンドンにやって来たときの身許引受人・ホーダア女史の娘だった。一騒動起し学校の寄宿舎を追い出された譲二は、再びホーダア母子に世話になり、その時にアンと譲二は結ばれたのだった。アンは18歳、譲二は16歳の時だった。その後、紆余曲折の末、アンとは喧嘩別れしていた。
譲二は冴子に会って早く謝り、誤解を解きたいと思っているうち、自分が冴子に惚れていることに気づいた。譲二は昔の恋人だったルリ子にも、そのことを打ち明けた。まだ譲二に気があったルリ子は、冴子に秘密をバラされたくなかったらと脅し、以前のように譲二に抱かれた。
ある日、冴子はエジプト大使館のパーティーで知り合ったマダム・ザルザールを自宅に招いた。14歳でインドからエジプトへお嫁に行き、16歳で未亡人となったマダム・ザルザールの17歳の時の恋の思い出話の中に、結婚寸前までいって別れた同い年の日本人・ミヤギ・ジョージが出てきた。冴子は自分が17歳の彼女になって、17歳の譲二に会いたいという不可能な夢を思い描いた。
一方、譲二のアパートには時折、「ふしぎな男」がやって来ていた。戦争中に満州で実力者だった人物の腹心らしかった。譲二を見込んで秘密の仕事の勧誘に来ていたのだった。冴子と譲二は初デートでキスをし、たちまち恋仲となった。
しかし冴子は父の仕事に同行してリオ・デ・ジャネイロに1か月滞在しなければならなくなった。そのことを告げると、「ひどいや、ひどいや、1か月も会えないなんて」と駄々をこねる譲二だった。出発の日、冴子がブラジルへサンフランシスコ経由で行く飛行機に、譲二は乗務予定を代わってもらってまで乗り込んでいた。びっくりした冴子。2人は機上での短い逢瀬を惜しんだ。
コパカバーナ・ホテルに冴子が1人でいるとき、フロントから電話があった。譲二が強引に休暇を取ってリオまでやって来たのだった。冴子の護衛のブラジル人を手なずけ、2人はリオでの秘密のデートを楽しんだ。譲二は昔、ボクシングもやっていて、泳ぎも得意らしいのだが、冴子が海で泳ごうと誘っても乗ってこなかった。
譲二は冴子の体を求めてきたが、結婚するまでけじめを守りたい冴子は、「結婚するまではあなたのお部屋へは行けないわ」と譲二にすがりつき、明日、父に正式にプロポーズしてほしいと言った。あくる日、冴子父娘は譲二の来訪をずっと待っていたが、ついに彼は来なかった。冴子は泣き崩れた。譲二はその日のうちにリオを発っていた。
日本に帰った譲二のアパートに、また「ふしぎな男」が現れた。そして黒幕の誰かを匂わすような口ぶりで、「あの方」は君に惚れ込んでおられると言い、その人物が近ごろの東南アジアの情勢に深く心を痛め、「今、一人の日本人が身を挺してこれを救わなければ、アジアは永久に救われない」と考えていることと伝え、ぜひ君が必要だと譲二を説得した。保釈中の譲二がNALに就職できたのも「あの方」の裏の力だった。冴子と別れ、もう命など惜しくない譲二は勧誘に承諾した。
そこへ、やつれた冴子がやって来て、「とうとう『あなたのお部屋』へ来たわ」と譲二に決心を見せた。「ふしぎな男」が譲二に、秘密をお見せしてはどうだ、と促すと、苦しげに後ろを向いた譲二は、ワイシャツを脱ぎ捨てた。冴子が惹かれたその広い背中にあったのは、見事な刺青だった。
男が譲二の刺青を示して、それでもついて行く気があるか問うと、冴子は「行きます」ときっぱり答えたが、男は次々と後悔する理由を並べ立て、明日までよく考えなさい、譲二はずっといますから、と冴子を優しく追い返した。男は、うなだれている譲二に、荷物をまとめて早く「あの方」のところへ行くように促し、譲二もコックリとうなずいた。すると男は譲二の肩をはげますようにたたき、「よし、これで君は、女たちの世界を卒業した。今日から君の前には、冒険と戦いの日々がはじまるんだ」と言った。

## 作品評価・研究
『複雑な彼』はエンターテイメント的な小説で、文学的な論究は見られないが、主人公・譲二の日本人としての誇りや自信の高さと、ラストで冴子と結ばれる道ではなく、〈アジアを救ふ〉ために〈冒険と戦ひの日々〉を選ぶという点に、作者・三島由紀夫の行動（三島事件）との関連性があることを杉本和弘が指摘している。
菱山修三は、『複雑な彼』の「展開の巧妙さ」を、他の三島作品同様に「いかにもソツがなく“名手”という感じを受ける」と評し、「この作者には、現代の特殊な青春の“若ものの怒り”の感覚もあるし、大胆で、行動的な面もあるようである」と述べている
小坂部元秀は、「娯楽小説だが、すばらしく魅力的な制服の下の卑俗な刺青という手品の種の、最終場面における種明しに、いかにも三島的な機知がうかがえる」と評している。

## 映画化
- 『複雑な彼』（大映） カラー 1時間24分。 
  - 1966年（昭和41年）6月22日封切。
  - リオ・デ・ジャネイロまでロケに行って撮影が行われた[5]。

### キャスト
- 宮城譲二：田宮二郎
- 森田冴子：高毬子
- 森田直人：佐野周二
- 須賀健作：中村伸郎
- 不思議な男：若山弦蔵
- 山本ルリ子：滝瑛子
- 佐々木千鶴子：渚まゆみ
- 大日新聞事業部員：佐山真次
- 大日新聞事業部員：佐伯勇
- 給仕長：豪健司
- 女中：目黒幸子
- 基地の女：紺野ユカ
- アン・ホーダア：イーデス・ハンソン
- マダム・サルザール：真理アンヌ

### スタッフ
- 企画：藤井浩明
- 原作：三島由紀夫（「週刊女性セブン」連載）
- 脚本：長谷川公之
- 撮影：上原明
- 録音：杉田武雄
- 照明：泉正蔵
- 美術：後藤岱二郎
- 音楽：大森盛太郎
- 特殊撮影：藤井和文
- 編集：鈴木東陽
- 服飾：河野美智子
- 助監督：進藤重行
- 製作主任：川村清
- 現像：東京現像所
- 監督：島耕二

### 主題歌・挿入歌
主題歌「さよならは云えない」
挿入歌「秘密」
唄：西田佐知子
作詩：水木かおる
作曲：大森盛太郎
ポリドールレコード

## おもな刊行本
- 『複雑な彼』（集英社、1966年8月30日） NCID BN14301248
  - 装幀：沢田重隆。紙装。機械函。青色帯。225頁。帯（裏）に著者肖像写真。
- 『複雑な彼』（集英社コンパクト・ブックス、1968年1月25日）
  - カバー装幀：ホアン・ミロ。紙装。帯（裏）に著者肖像写真、略歴。
- 文庫版『複雑な彼』（集英社文庫、1987年10月25日）
  - カバー装幀：柳原良平。解説：安部譲二
- 文庫版『複雑な彼』（角川文庫、2009年11月25日）
  - カバー装幀：國枝達也。解説：安部譲二

### 全集収録
- 『三島由紀夫全集15巻（小説XV）』（新潮社、1974年7月25日）
  - 装幀：杉山寧。四六判。背革紙継ぎ装。貼函。
  - 月報：磯田光一「二つの肉体」。《評伝・三島由紀夫 15》佐伯彰一「伝記と評伝（その6）」。《同時代評から 15》虫明亜呂無「『禁色』をめぐって（その2）」
  - 収録作品：「自動車」「肉体の学校」「可哀さうなパパ」「複雑な彼」
  - ※ 同一内容で豪華限定版（装幀：杉山寧。総革装。天金。緑革貼函。段ボール夫婦外函。A5変型版。本文2色刷）が1,000部あり。
- 『決定版 三島由紀夫全集12巻 長編12』（新潮社、2001年11月9日）
  - 装幀：新潮社装幀室。装画：柄澤齊。四六判。貼函。布クロス装。丸背。箔押し2色。
  - 月報：［「創作ノート」の楽しみ2］佐藤秀明「風景描写の醍醐味」。［小説の創り方12］田中美代子「行動のゆくえ（「複雑な彼」「命売ります」）」
  - 収録作品：「複雑な彼」「命売ります」